# Obin (Josephine Komara)
 (août 2024).
Pour les articles homonymes, voir Obin.
Obin, aussi connue sous son nom civil Josephine Komara, est une conceptrice et marchande d'étoffes indonésienne connue pour sa passion pour le batik.

## Biographie
En 1986 elle ouvre sa boutique Bin House dans le quartier de Menteng à Jakarta.

## Mode
Obin est connue pour avoir rendu le batik branché en Indonésie.